# Дмитриевский, Степан Андреевич
Степан Андреевич Дмитриевский (24 ноября 1966 — 3 марта 2011) — советский гребец. Мастер спорта СССР международного класса.
Учился в Липецком государственном педагогическом университете.
Призёр юношеских чемпионатов мира по академической гребле: 1983 — серебро, 1984 — бронза. Победитель Спартакиады 1986 (четвёрка распашная без рулевого). Двукратный чемпион СССР (1990, 1991) и чемпион СНГ (1992). Выступал на различных регатах в Германии, Франции, Нидерландах и Швейцарии.
В составе четвёрки был участником чемпионатов мира 1990 года в Австралии и 1991 года в Австрии
Участник Олимпийских игр 1992 года в Барселоне (10 место).